# حياتان (فلم)
فيلم حياتان (بالإنجليزية: Two Lives) نرويجي الأصل صدر عام 2012 من بطولة جوليان كوهلر، ليف أولمان، سفين نوردين، كين دوكن. وإخراج جورج ماس، جوديث كوفمان. قدم الفيلم ليحصل على جائزة الأوسكار عن فئة أفضل فيلم بلغة أجنبية عام 2014، لكن لم يحصل عليها بعد أن ذهبت الجائزة للفيلم الإيطالي الجمال العظيم. وبالرغم من الإخفاق في الحصول على الأوسكار إلا أنه حصل على سبعة جوائز دولية كما ترشح لخمسة جوائز أخرى.

## القصة
في فترة الحرب العالمية الثانية أقام العديد من الجنود الألمان النازيين علاقات عاطفية من نرويجيات وأنجبن منهن أطفالا، وتم نزع هؤلاء الأطفال من أمهاتهم إلى ألمانيا باعتبارهم من العرق الآري، لكن بعد ذلك نظر إليهم الألمان على أنهم حثالة وأولاد زنى، ترعرعت الأطفال في الملاجيء وتعرضوا لانتهاكات من قبل النازيين ومنهم من عمل في الكبر جبرًا مع الأجهزة الاستخباراتية خصوصًا الاشتازي في ألمانيا الشرقية. تنتحل كاثرين إيفينس شخصية فتاة من فتيات الملاجيء بمساعدة من الاشتازي وتستقر في بيرغن مع أمها المزيفة ورجل أحبته وتزوجت منه وأنجبت منه بنتًا. تقرر مؤسسة قانونية رفع قضية على الحكومة النرويجية بسبب انتهاكات النازيين في ملجأ ليبنسبورن. يطلب أحد القانونيين من كاثرين المثول للقضاء لكنها ترفض مخافة أن ينفضح أمرها لكنها توافق بعد أن رفضت عرض عملاء الاشتازي بالسفر إلى كوبا فتصرع في الطريق إلى المحكمة بعد أن تعطل مكبح السيارة.

## الجوائز
- جائزة Grand Prize أحسن فيلم لعام 2012 تسلمها مخرج العمل جورج ماس
- جائزة BIFF Award أحسن فيلم لعام 2012 تسلمها مخرج العمل جورج ماس
- جائزة Emden Film Award أحسن فيلم لعام 2012 تسلمها مخرج العمل جورج ماس
- جائزة Emden Film Award عام 2012 وذهبت للشركات المنتجة
- جائزة Film Award in Bronze عام 2014 وذهبت للشركات المنتجة

## الترشيحات
- ترشح الفيلم ليحصل على جائزة في مهرجان غوتنبرغ السينمائي عام 2013
- ترشحت جوليان كوهلر لجائزة أفضل ممثلة من مهرجان سياتل السينمائي الدولي عام 2013
- ترشح الفيلم لجائزة من مهرجان بالم سبرينغ السينمائي عام 2014
- ترشح الفيلم لجائزة من جمعية النقاد الألمانيين عام 2014
- ترشحت جوليان كوهلر لجائزة من جوائز السينما الألمانية عام 2014

## روابط خارجية
- مقالات تستعمل روابط فنية بلا صلة مع ويكي بيانات